# Horokanai
Horokanai (幌加内町?) è una cittadina giapponese della prefettura di Hokkaidō.